# Selkirk Rex

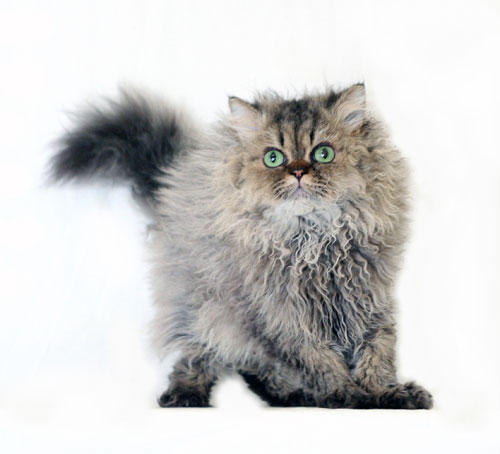
Zwart cyper (langhaar)

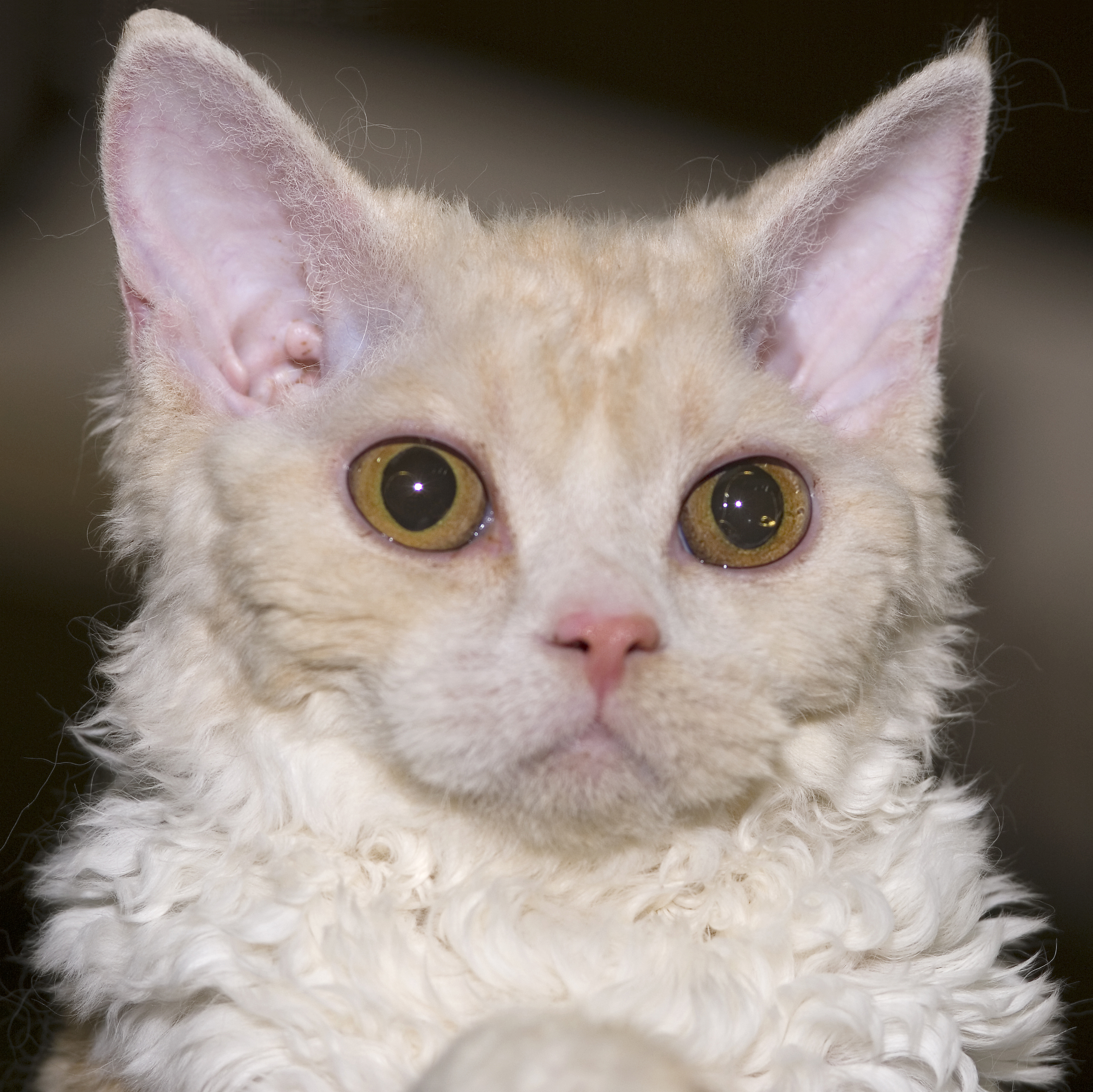
Kopstudie (korthaar)

De Selkirk Rex is een kattenras dat is ontstaan in de staat Montana in de Verenigde Staten. Dit ras heeft een kortharige of een langharige gekrulde vacht. 

## Geschiedenis
De stammoeder van de Selkirk Rex is Miss DePesto. Zij werd geboren in 1987 in Montana, VS, en was het enige kitten in het nest met een gekrulde vacht, haar nestbroertjes en zusjes en ook hun moeder hadden allemaal een normale, kortharige vacht. Zij kwam terecht bij de Perzen-fokster Jeri Newman, die haar zo bijzonder vond dat zij met haar ging fokken. Miss DePesto werd gepaard aan een zwarte Perzische kater en zij kreeg van hem zowel gladharige als gekrulde kittens, waaruit bleek dat deze vachtmutatie dominant vererft. Jeri Newman besloot verder te fokken met deze nieuwe Rexmutatie en als uitkruispartners is naast Perzen gebruikgemaakt van de Amerikaans korthaar, Exotic en Brits korthaar. De Selkirk Rex is in 1994 als ras erkend door de TICA en in 2000 door de CFA.

## Uiterlijk
De Selkirk Rex is een stevige kat met een kortharige of een langharige gekrulde vacht. De vacht is zacht en wollig met een losse krul. Heterozygote exemplaren hebben een vollere vacht en zijn het meest geschikt voor de show, de homozygote katten hebben kleinere krulletjes en wat minder vachtvolume.
In tegenstelling tot een aantal andere Rexrassen verliest de Selkirk Rex veel haar tijdens de rui. De kop is rond, met grote ronde ogen, de oren zijn van gemiddelde grootte. Het ras is in alle kleuren erkend.